# Công viên Montsouris

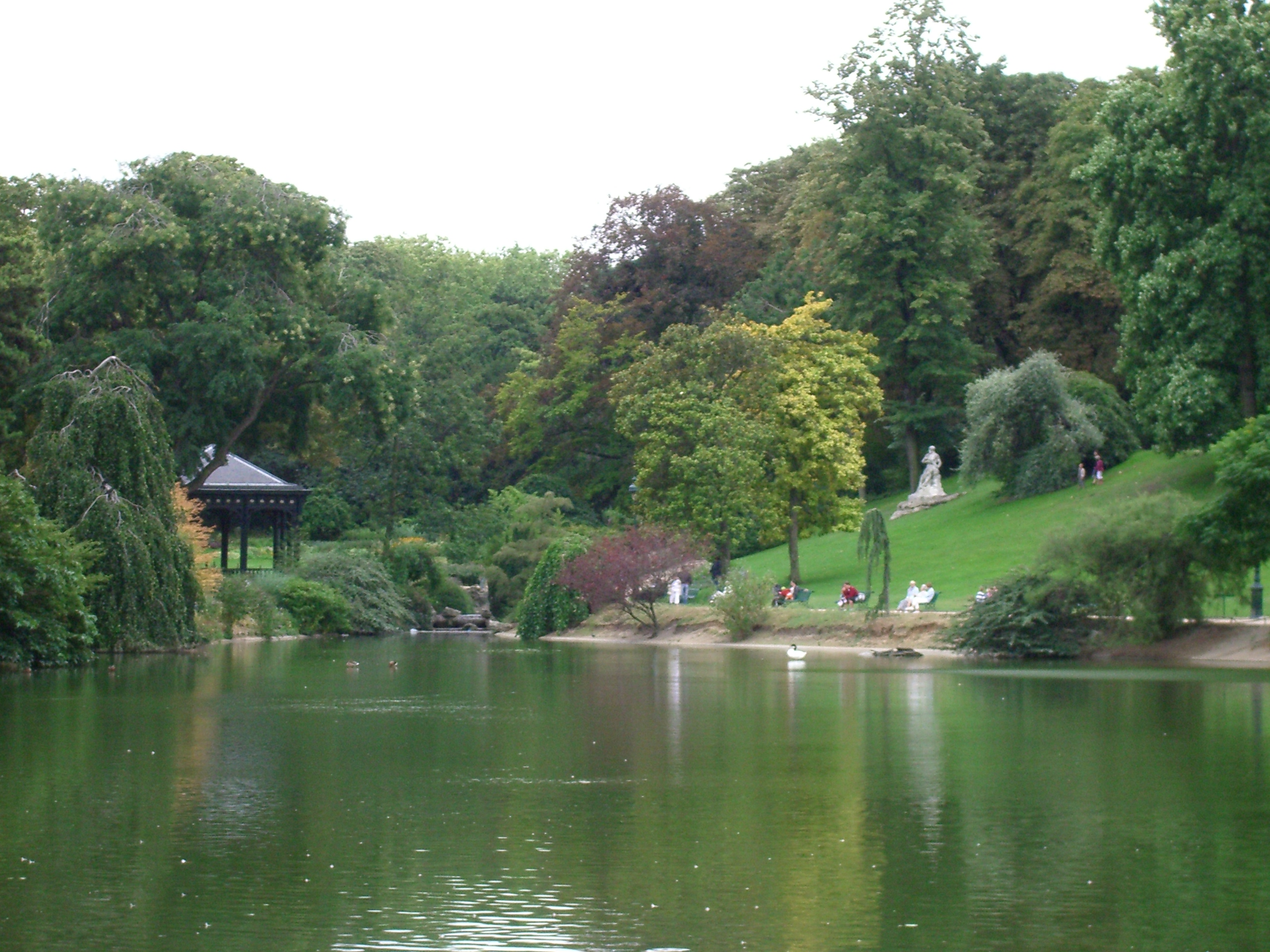
Hồ trong công viên Montsouris

Công viên Montsouris là một khu vườn công cộng lớn nằm ở Quận 14, phía nam thành phố Paris. Với diện tích 15 hecta, công viên Montsouris mang phong cách vườn Anh, được tạo ra vào thời Đệ nhị đế chế. Ngày nay đây là một trong những không gian xanh quan trọng của Paris.
| Métro Paris | Bến tàu điện ngầm: Cité universitaire |

## Lịch sử

Parc Montsouris

Trước kia, ở khu vực Montsouris có hầm khai thác đá Montrouge. Một phần của nó đã đón nhận nhiều hài cốt từ các nghĩa địa Paris khi thành phố được cải tạo. Thời Đệ nhị đế chế, Montsouris nằm trong dự án tạo bốn không gian xanh nằm ở bốn góc của Paris: rừng Boulogne phía tây, Buttes-Chaumont phía bắc, rừng Vincennes phía đông, và Montsouris ở phía nam.
Nam tước Georges Eugène Haussmann quyết định cải tạo vào năm 1860 và giao cho kỹ sư Jean-Charles Alphand. Công việc gặp nhiều khó khăn, không chỉ vì hầm mộ nằm ở đây mà Montsouris còn có hai tuyến đường sắt chạy qua: tuyến Sceaux theo hướng Bắc Nam và tuyến Petite Ceinture theo hướng Đông Tây. Như mong muốn của Napoléon III, Montsouris theo lối công viên của Anh, nơi người dân thuộc mọi tầng lớp có thể tới thư giãn.
Bắt đầu từ năm 1867, việc cải tạo kéo dài tới năm 1878, nhưng năm 1869 công viên đã được khánh thành. Một hồ nhân tạo trong công viên được cung cấp nước từ cầu máng Arcueil. Một thời gian, công viên Montsouris từng là khu vực đi dạo ưu thích của các bệnh nhân bệnh viện Sainte-Anne gần đó. Nhưng về sau Sainte-Anne có một công viên riêng trong khuôn viên của bệnh viện.
Công viên Montsouris rộng 154.640 m², địa hình khá đa dạng: có hồ, các con dốc, cầu, các bãi cỏ rộng bằng phẳng. Công viên được bao bọc bởi các con phố: đại lộ Reille phía bắc với ba lối vào, phố Gazan phía đông có hai lối vào, đại lộ Jourdan phía nam hai lối vào và phía tây là phố Nansouty. Tuyến RER B chay qua, chia công viên Montsouris thành hai phần. phía nam của công viên, bên kia đại lộ Jordan là Cư xá đại học quốc tế Paris.
Ngược lại với những khu vườn khác của Paris, mọi người được phép đi trên bãi cỏ của Montsouris. Bên trong công viên còn có một vài công trình, nhà hàng.

 

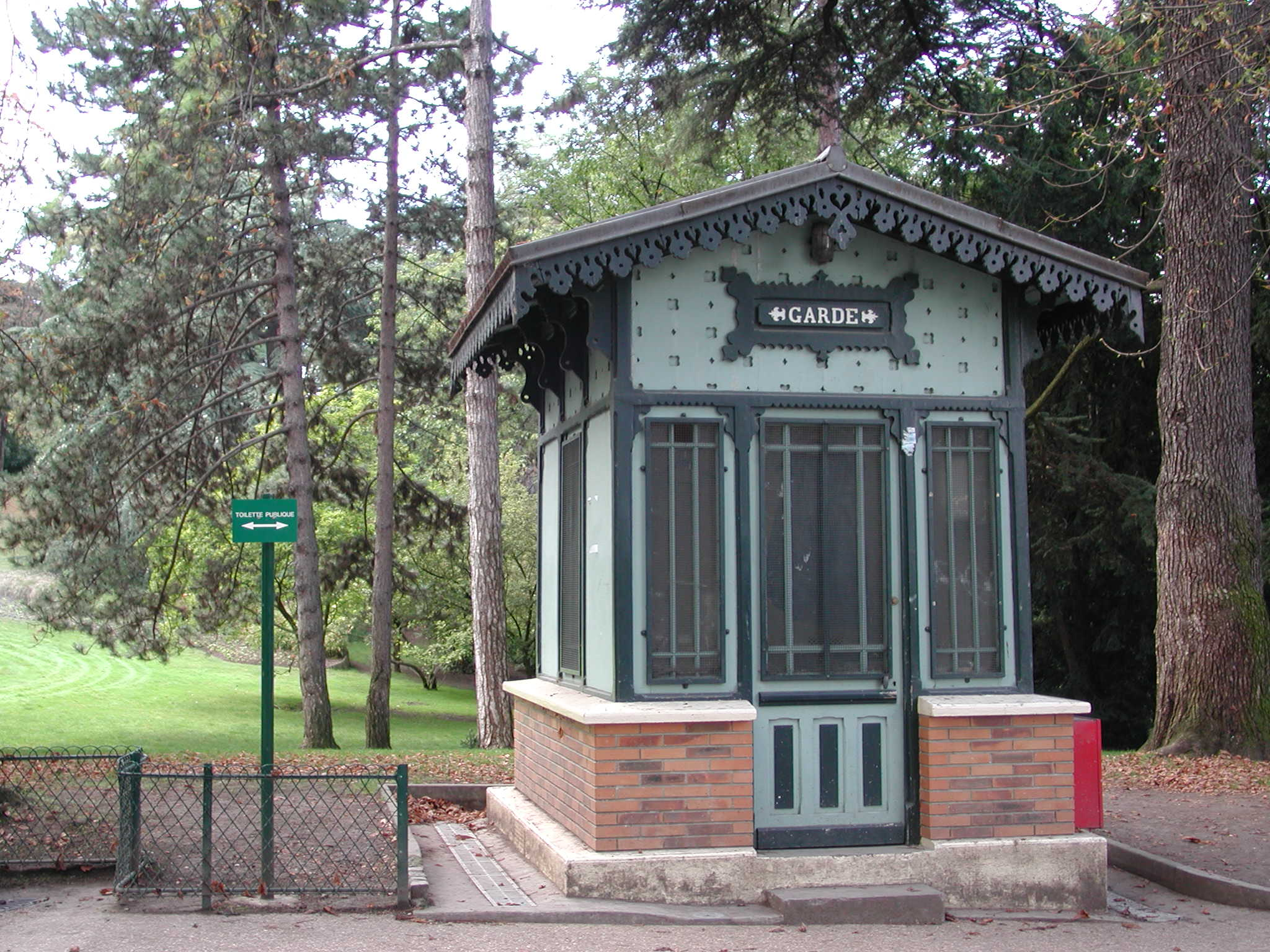
Phòng gác
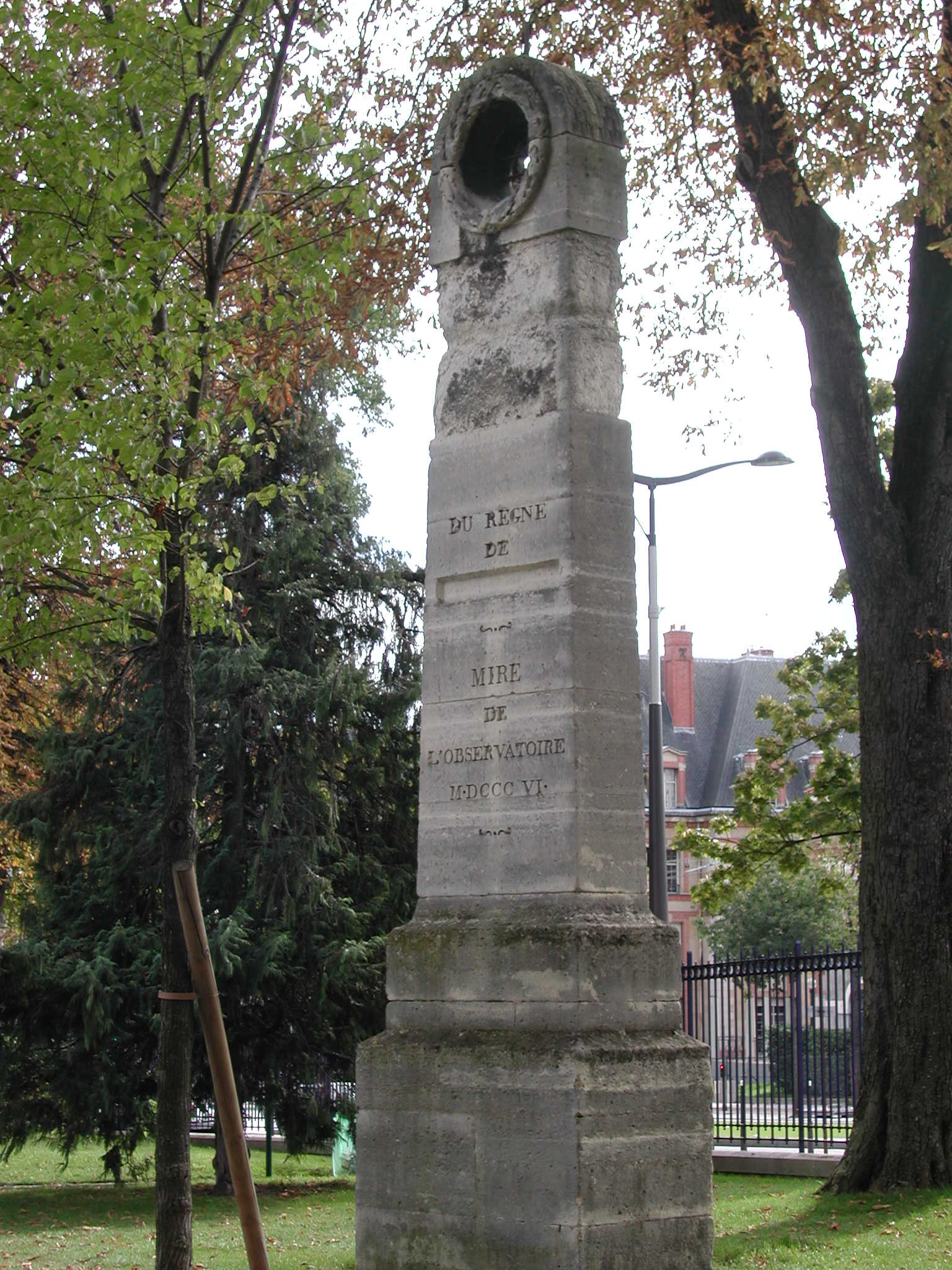
Cột đánh dấu kinh độ
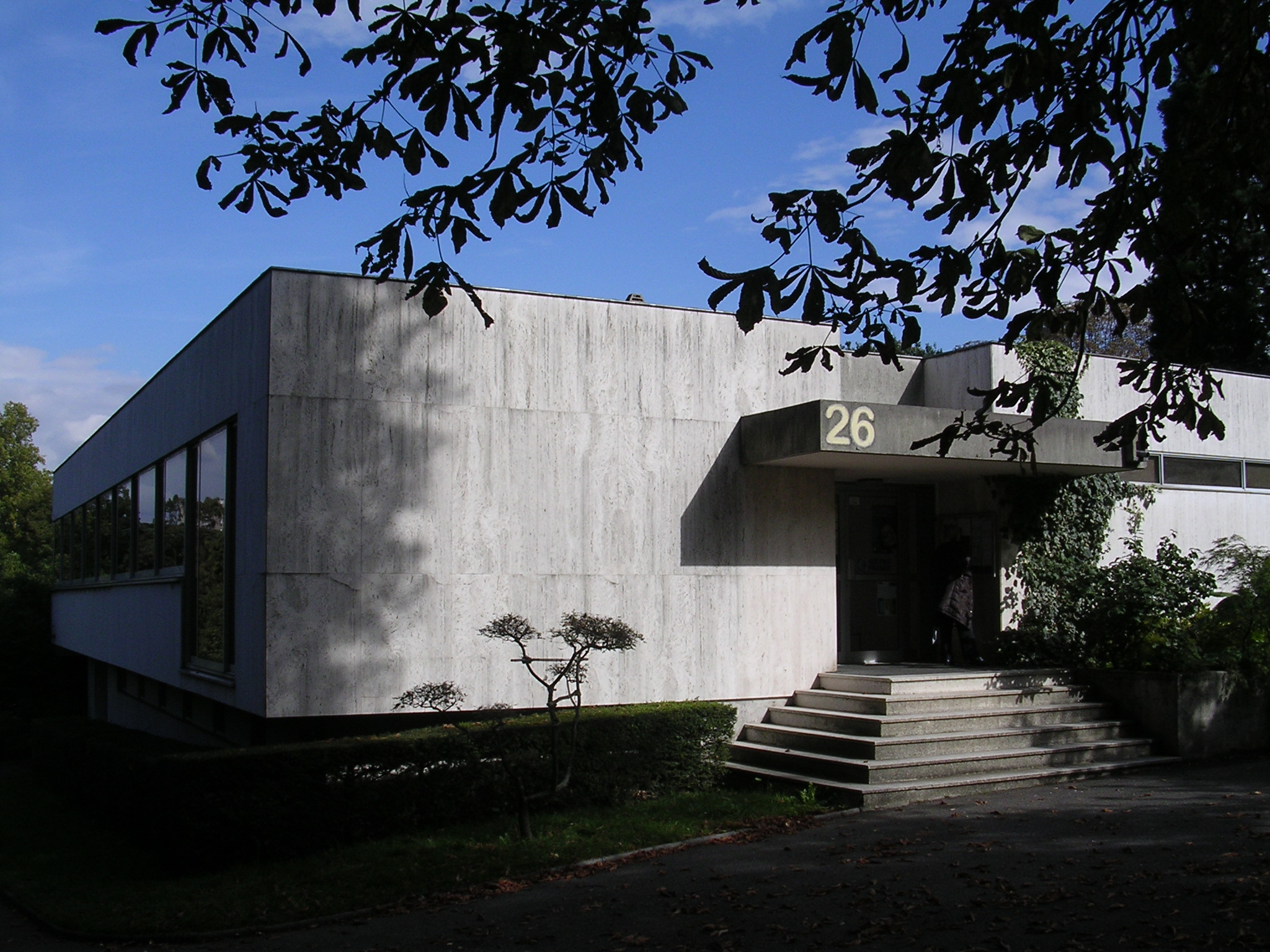
Trạm thời tiết
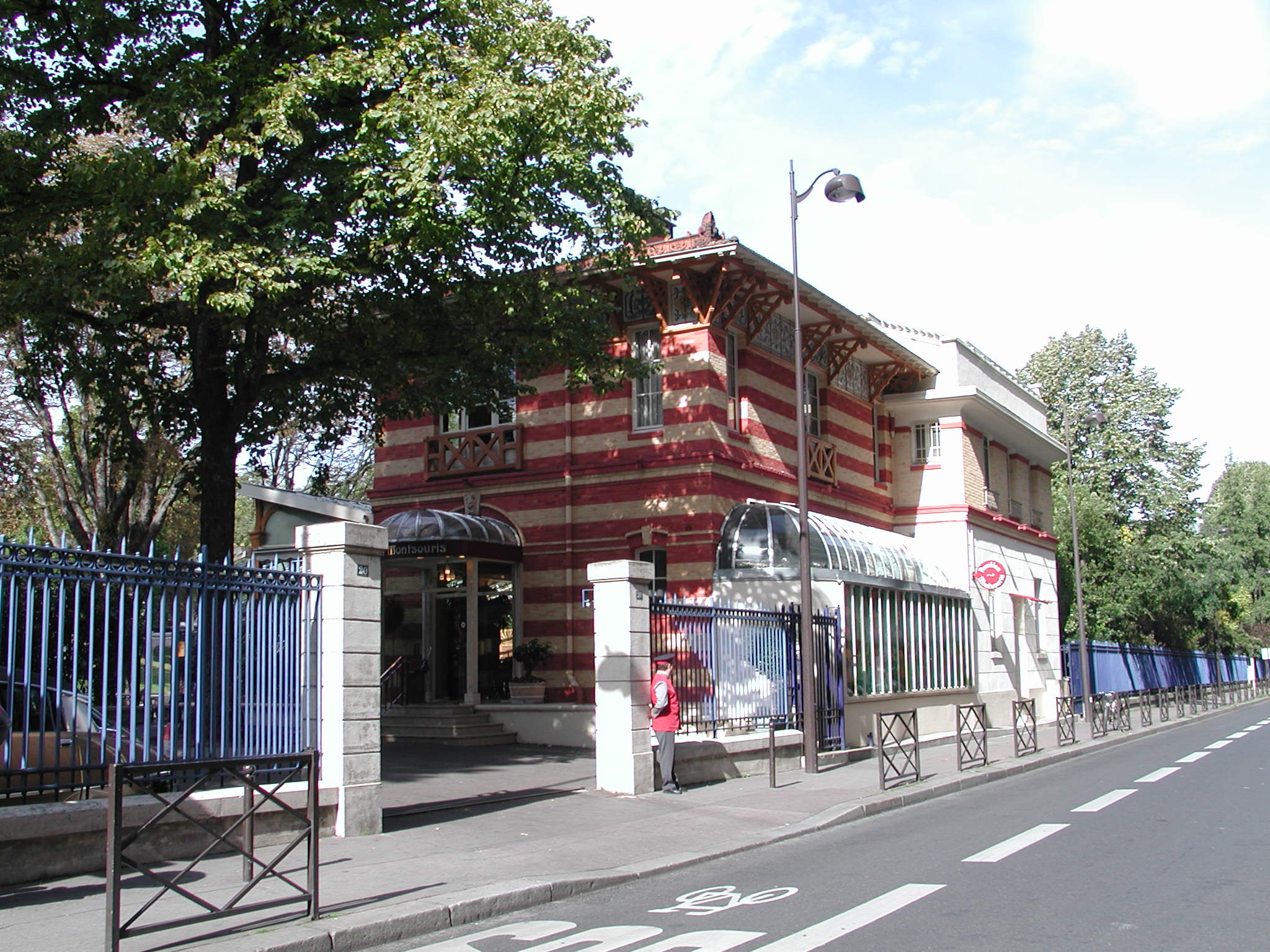
Nhà hàng Pavillon Montsouris
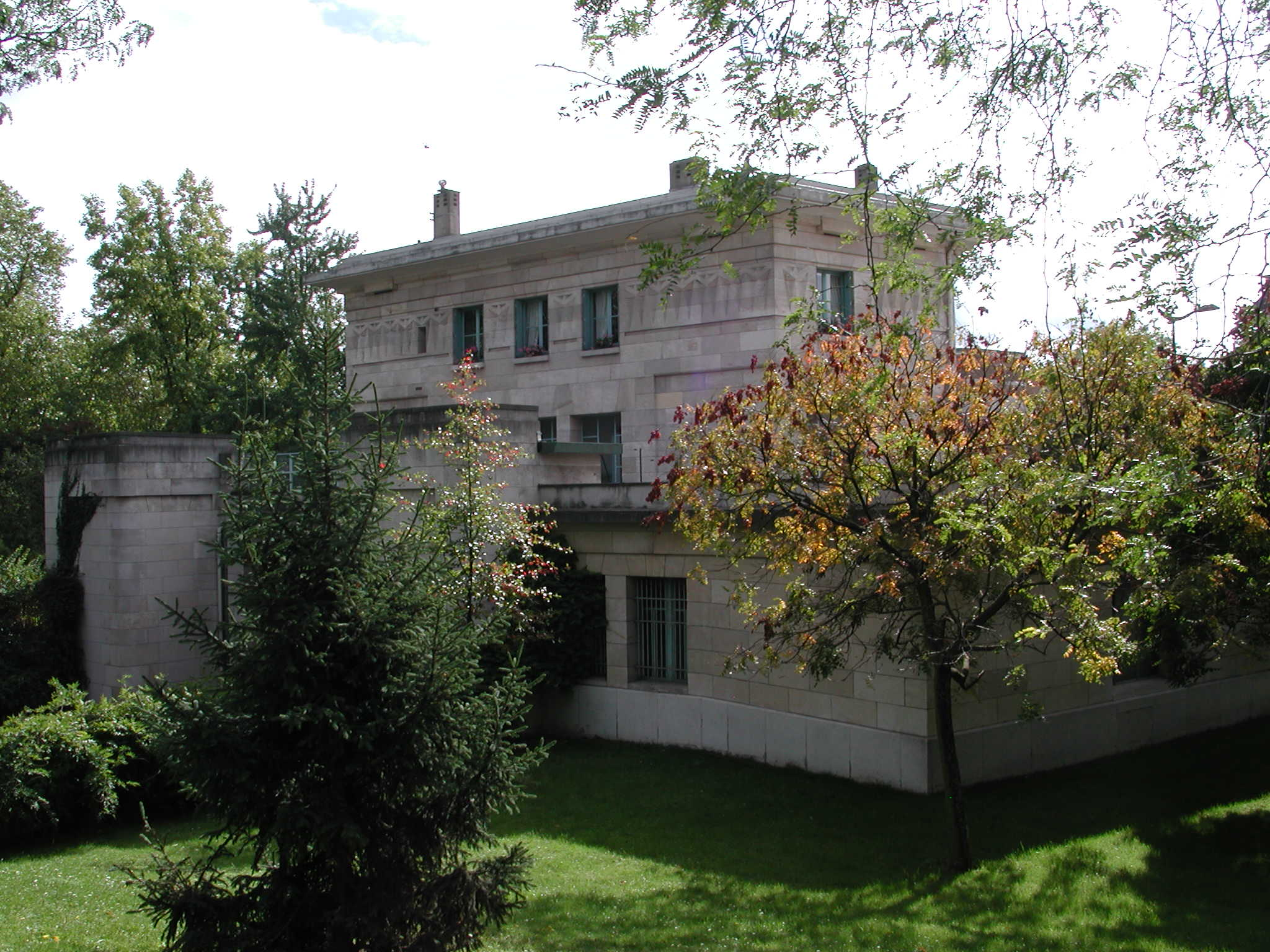
Ga Cité universitaire

### Điện Bardo cũ
Điện Bardo từng nằm trong công viên Montsouris cho tới khu bị cháy rụi vào năm 1991. Công trình này được kiến trúc sư Otapon xây dựng để giới thiệu về Tunisia trong Triển lãm thế giới năm 1867 ở Paris. Tới năm 1868, chính quyền thành phố mua lại với giá 150.000 franc và cho xây dựng lại trong công viên. Các công nhân người Tunisia đã mất 4 tháng để đặt cung điện tại vị trí cao nhất của Montsouris.
Theo dự tính, điện Bardo sẽ dành cho các nhân viên của Đài quan sát thời tiết. Nhưng khi Paris bị vây hãm trong chiến tranh Pháp-Phổ rồi tiếp đó là Công xã Paris, công trình đã bị hư hỏng. Sau khi sửa chữa, nơi đây dành cho đài quan sát thời tiết rồi đài thiên văn. Từ năm 1893, một ban phân tích hóa và vi khuẩn của thành phố cũng về đây. Được xếp hạng di tích lịch sử, thành phố Paris đã chi 15 triệu franc để tu sửa công trình. Nhưng tới ngày 5 tháng 3 năm 1991, điện Bardo bị một đám cháy thiêu chịu.
Ngoài các tấm bưu thiếp, có thể thấy lại công trình trong bộ phim Cléo de 5 à 7 năm 1962 của đạo diễn Agnès Varda.

### Trạm thời tiết
Trạm quan sát thời tiết ở công viên Montsouris được Charles Sainte-Claire Deville thành lập năm 1872. Trước kia, trạm thời tiết này từng năm trong điện Bardo. Tới năm 1973 thì một tòa nhà mới được xây dựng. Ngày nay đây là một trạm hiện đại, dự báo thời tiết cho Paris và vành đai nhỏ. Các dữ liệu của trạm được ghi liên tục từ năm 1872 cho tới hiện nay.

### Điểm đánh dấu kinh tuyến Paris

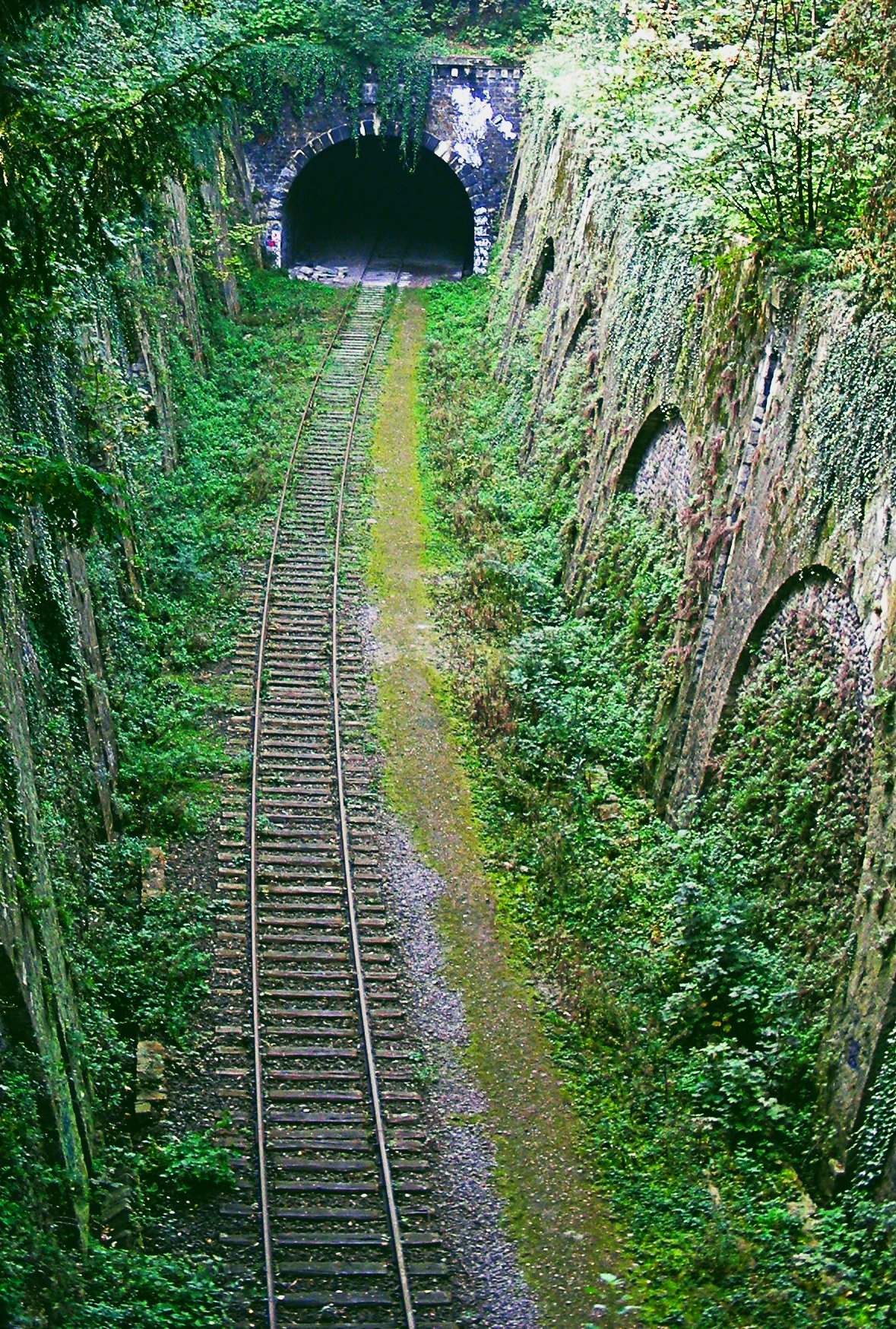
Tuyến đường sắt Petite Ceinture cũ

Kinh tuyến Paris chạy ngang qua công viên Montsouris. Vào năm 1806, để đánh dấu vị trí đường kinh tuyến, một cây cột ngắm được đặt ở đây. Còn điểm phía bắc đặt tại khuôn viên của Moulin de la Galette trên đồi Montmartre. Cây cột này cao 4 mét, vốn nằm trong vườn của Đài thiên văn Paris trước khi chuyển về đây.
Vào dịp kỷ niệm 200 năm ngày sinh của nhà vật lý, nhà thiên văn François Arago, trong khoảng 1989 tới 1994, 135 bức trạm được đặt dọc theo vị trí đường kinh tuyến Paris. Trong số đó có 9 bức nằm trong công viên Montsouris.

### Pavillon Montsouris
Nhà hàng Pavillon Montsouris được mở cửa từ năm 1889, đến năm 1930 được trang trí lại bằng những mảng kính ghép màu lớn. Còn được mang tên Le Pavillon du Lac, tức tòa nhà bên hồ, nhà hàng này từng tiếp đón nhiều vị khách nổi tiếng như Vladimir Ilyich Lenin, Lev Davidovich Trotsky, Simone de Beauvoir và Jean-Paul Sartre, Louis Jouvet và Marcel Carné... Gần đây nhất, năm 2004, Pavillon Montsouris được sửa chữa, trang trí lại.

### Ga Cité universitaire
Tuyến RER B cắt qua công viên Montsouris theo hương Bắc-Nam. Nhà ga Cité universitaire nằm phía bắc công viên, mở cửa ra đại lộ Jourdan. Ga Cité universitaire vốn là một ga cũ được xây năm 1840 của tuyến đường sắt Sceaux nối Paris với Sceaux.
Tuyến RER B chạy qua Montsouris được để lộ thiên và có một cầu bắc qua dành cho người đi bộ. Tiếp đó từ ga Cité universitaire về ngoại ô phía nam, tàu tiếp tục chạy trong đường hầm. Từ năm 2006, nhà ga này còn có thêm tuyến tramway T3 dừng phía trước, trên đại lộ Jourdan.

### Đường sắt Petite Ceinture
Tuyến đường sắt Petite Ceinture, tức vòng đai nhỏ, đã không còn sử dụng kể từ năm 1934. Chạy ngang qua công viên Montsouris, một phần tuyến đường sắt này ngầm dưới đất. Nhà ga Parc de Montsouris nằm ở rìa phố Amiral-Mouchez đã bị phá hủy vào đầu thập niên 1980.